# سان خوآن ده اورابا
سان خوآن ده اورابا (به اسپانیایی: San Juan de Urabá) یک سکونتگاه مسکونی در کلمبیا است که در Urabá Antioquia واقع شده‌است.